# Батя, Рудольф
Рудольф Батя (4 сентября 1927, Злин, Чехословакия — 10 августа 2017) — чехословацкий хоккейный арбитр международной категории (1967), футбольный функционер.

## Биография
Родился 4 сентября 1927 года в Злине. С 8-летнего возраста занимался хоккеем в детских ХК Сокол-Злин и Летне вплоть до 1943 года, однако на взрослом уровне не выступал. Получил высшее образование на инженерно-строительном факультете Брненского технического университета (1950) и более 20 лет работал проектировщиком на заводе ЧКД в Праге.
С 1950-х годов работал хоккейным арбитром. С 1963 года судил матчи высшего дивизиона Чехословакии, с 1966 года судил матчи на уровне сборных, а начиная с 1967 года работал на чемпионатах мира (всего принял участие в шести чемпионатах — 1967, 1969, 1970, 1971, 1973 и 1975). Судил матчи хоккейных турниров на зимних Олимпиадах 1972 и 1976 годов, а также в Суперсерии СССР — Канада 1972 года. В качестве хоккейного арбитра провёл свыше 700 хоккейных матчей, из которых свыше 200 — международного уровня. Находясь на игровом поле мгновенно оценивал сложные игровые ситуации и никогда не терял контроль над игрой.
С 1978 по 1996 годы работал секретарём (в том числе генеральным секретарём) футбольного союза Чехословакии и позднее — Чехии, входил в исполнительный и дисциплинарный комитеты УЕФА. В 1996 году стал спортивным функционером ФК «Спарта» и работал вплоть до тяжёлой болезни в мае 2017 года. В 2009 году введён в зал славы чешского хоккея, а 2014 году — в зал славы чешского футбола.
Скончался 10 августа 2017 года, не дожив буквально 24 дней до своего 90-летнего юбилея.